# محيي الدين الخياط
الشيخ محيي الدين بن السيد بن أحمد بن السيد إبراهيم. ولد في مدينة صيدا في لبنان عام 1865م، وتوفي في بيروت عام 1914م.

## نسبه
أجمع المترجمون للشيخ محي الدين الخياط على أنه من أشراف آل البيت النبوي، فوالده هو السيد أحمد وجده هو السيد إبراهيم الذي يعود نسبه إلى الحسين بن علي بن أبي طالب سبط النبي محمد ﷺ. وعائلة الخياط من الأسر المغربية التي نزحت من المغرب العربي على إثر النكبات العسكرية والسياسية التي حلت بالمسلمين هناك، فقد نزلت أكثر هذه الأسر في المدن الساحلية من بلاد الشام وأختارت عائلة الخياط مدينة صيدا. أما من جهة والدته فأن الخياط ينتمي إلى العصر الأرناؤوطي، أمه أبنة الحاج إبراهيم أفندي أحد الضباط الألمان في الجيش الهمايوني العثماني.

## حياته العملية
دخل الشيخ محي الدين الخياط إلى مدارس جمعية المقاصد الخيرية في صيدا عام 1881 وكان في السنة السادسة من عمره، فختم القرآن الكريم، وأتقن القراءة العربية والكتابة والإملاء، ثم انتقل مع أسرته إلى بيروت ليلتحق بإحدى مدارس المقاصد الخيرية أيضًا؛ فتلقى العلوم الأدبية والفقه والجغرافيا والخط، إلى جانب تعلمه للغة التركية، عمل معلمًا في مدارس جمعية المقاصد الخيرية وعمره أربعة عشر عامًا، وبقي فيها مدة ثمانية عشر عامًا، ثم عُيّن مفتشًا عامًا لجميع المدارس التابعة لجميعة المقاصد، حيث شرع يُعلم ويتعلم، يُعلم في مدارس الجمعية، ويتعلم آداب اللغة العربية وعلومها وعلوم الدين عن العلامتين الشيخ يوسف الأسير والشيخ إبراهيم الأحدب وغيرهما، فظل يتعلم خمس سنوات، وظل يُعلم مدة 18 عاماً، تخرج فيها على يديه كثير من النشئ الذين افتخر بهم الوطن، وعند تركه مهنة التعليم في مدارس جمعية المقاصد الخيرية، كُلف أن يكون مفتشاً عامًّا لمدارسها. انتقل بعد ذلك إلى العمل الصحفي فعمل في جريدتي «ثمرات الفنون» و«الإقبال»، وحرّر جريدة «بيروت» غير الرسمية بضع سنوات. أسهم في تحرير جريدة «الاتحاد العثماني» عقب إعلان الدستور مدة عامين ونصف العام، إضافة إلى عمله محررًا في القسم العربي بجريدة «بيروت» الرسمية.

## شعره
نظم الخياط الشعر وهو ابن 15 عاماً، ولم يكد يصل إلى سن العشرين حتى أصبح في طليعة الشعراء الذين يشار إليهم بالبنان، ولم يكد يصل إلى الخامسة والعشرين حتى ذاع صيطه في البلاد، ومعظم قصائده نشرت في حينها في الصحف والمجلات، ومن غرر قصائده القصيدة الرائية الشهيرة التي مطلعها:
| ذكرت بالفضاء ربعاً ودارا | فهي تأبى دون الفضاء دياراً |

والقصيدة الميمية التي مطلعها:
| بكيت حتى هوى من أنملي القلم | وكدت أجري ويجري والدموع دم |

ومنها في خطاب الشرق البيت الشهير الذي جرى مجرى المثل حين إعلان الدستور، وهو:
| فلا تفترق في الدين فالدين واحد | ويا شؤم شعب فرقته المذاهب |

وكل قصائده من الشعر الاجتماعي الراقي، وله في شعره طريقة مستقلة لم يقلد بها أحداً من الشعراء الأقدمين، وأسلوبه أقرب إلى الجزالة منه إلى الرقة، حسن السبك والمتانة والمنزع العربي، ومن روائع شعره قصيدته اللامية الشهيرة التي مطلعها:
| إليك فما تغني القنا والقنابل | إذا لم يقم بالأمر كاف وكافل |

ومنها البيت الشهير:
| وما صولجان الملك يدفع أكرة | إذا لعبت بالصولجان الأسافل |

وقد جاء في آخرها:
| لقد صغتها والشعر يشهد أنني   | هجرت قوافيه فهن قوافل      |
| وما تبتغي مني البلاغة إن أكن | بليغاً بعصر فيه باقل قائل   |
| دعوني وشأني والتظاهر لا أرى  | فليس يعاب البدر والبدر آفل |

## في الصحافة
كان يكاتب بعض الصحف المصرية، ويحرر المقالات الافتتاحية في جريدة «الإقبال» 1902 م، وانتقد مادة الهمزة من المنجد في اللغة للآباء اليسسوعيين، وقد عطلت الجريدة مرتين في الدور الحميدي. وحرر أيضاً في خلال هذه المدة جريدة «بيروت» لبضع سنوات، وساهم في تحرير جريدة الاتحاد العثماني عقب إعلان الدستور، ولما أرادت ولاية بيروت إصلاح جريدتها الرسمية وترقية إنشاء القسم العربي ونشر المقالات الاجتماعية فيها؛ دعت الأستاذ الخياط إلى القيام بتحرير القسم العربي.

### من مقالاته
| عنوان المقال                                  | اللغة   | المجلة  | تاريخ العدد   | المصدر |
| --------------------------------------------- | ------- | ------- | ------------- | ------ |
| حالنا                                         | العربية | المنار  | 1 سبتمبر 1898 | [ 6 ]  |
| التعصب (لحضرة الكاتب الشاعر صاحب الإمضاء)     | العربية | المنار  | 7 أكتوبر 1898 | [ 6 ]  |
| درس التاريخ الإسلامي                          | العربية | المقتبس | 1 يونيو 1910  | [ 6 ]  |
| الشيخ محي الدين الخياط                        | العربية | العرفان | 27 يوليو 1911 | [ 6 ]  |
| شذرة تاريخية - زحف التتر على البلاد الإسلامي. | العربية | العرفان | 27 يوليو 1911 | [ 6 ]  |
| دروس الفقه                                    | العربية | المقتبس | 1 أكتوبر 1912 | [ 6 ]  |

## مؤلفاته
ألف الخياط كتباً نفيسة خدم بها الناشئة العربية خدمة كبرى حتى أصبح عليها المعول في معظم المدارس في البلاد العربية نظراً لسهولة أسلوبها وحسن طريقتها، والبعض منها قد ترجم إلى اللغة التركية وإلى اللغة الجاوية ككتاب «دروس التاريخ الإسلامي»،  ومن مؤلفاته:
- دروس التاريخ الإسلامي (خمسة أجزاء).[4]
- دروس الصرف والنحو (جزءان).[4]
- دروس الفقه (جزء واحد).[4]
- دروس القراءة العربية (أربعة أجزاء).[4]
- تفسير الغريب من ديوان أبي تمام.[4]
- تعليق على شرح نهج البلاغة للشيخ محمد عبده.[4]
- تعريب رواية الوطن لنامق كمال.[4]
- تفسير الغريب من ديوان ابن المعتز.[4]
- شرح ديوان الرصافي وترتيبه وتبويبه باأشتراك مع الشيخ مصطفى الغلاييني.[2]

## وفاته
أُصيب بحمى التيفوس القاتلة،  وهو في عنفوان قوته، فقضت في أسبوع واحد على حياته، وذلك في بيروت، نيسان 1914م،  شيعت في بيروت جنازته، وأطلقت بلدية بيروت اسمه على أحد شوارع المدينة. وأُقيم له حفل تأبين تحدث فيه كبار العلماء والشعراء والأدباء عن مآثره، وممن رثاه الشاعر معروف الرصافي من قصيدة فريدة:
| عليك العفا بيروت هل لك بعدما  | ثوى فيك محيي الدين من متبصر |
| فقد كان ركناً فيك للعلم والحجا | وغر القوافي والكلام المحبر  |
| فتى نابه صلت الجبين مهذبا     | كريم سجايا النفس عف الموازر |
| لقد عاش شيخاً في العلوم مقدما  | فما ضره أن مات غير معمر     |